# Södra Svartbyn
Södra Svartbyn är en stadsdel i Boden. Stadsdelen hade 1 196 invånare fördelade på 1,77 km² (31 december 2007). Orten utgjorde en tätort från 1960 till 1965 då den väste ihop med tätorten Boden. 
På områdets skola, Torpgärdsskolan, finns förskoleklass samt fritidshem och utbildning bedrivs från årskurs 1 till 6.
I stadsdelen ligger även Kristallkulans förskola med totalt 7 avdelningar samt en kyrka, Matteuskyrkan.